# Sól-Kiczora
Sól-Kiczora (dawn. Kiczora) – wieś w Polsce, położona w województwie śląskim, w powiecie żywieckim, w gminie Rajcza. Jedno z sołectw tej gminy. Zamieszkuje je 450 mieszkańców (2005).
Do 1 stycznia 2014 roku Sól-Kiczora stanowiła integralną część wsi Sól.
Na terenie sołectwa działalność duszpasterską prowadzi Kościół Rzymskokatolicki (ośrodek duszpasterski Matki Bożej Częstochowskiej i św. Floriana w kościele pw. Matki Bożej Częstochowskiej w Kiczorze, dawniej kaplicy na Szpakach). Ponadto znajduje się tu zabytkowa Kaplica na Pawlicznem.
We wsi znajduje się przystanek kolejowy Sól-Kiczora, na którym zatrzymują się pociągi spółki Koleje Śląskie.

## Integralne części wsi
Chromiczaki, Karchówka, Kocierze, Pobaska, Szpaki

## Linki zewnętrzne

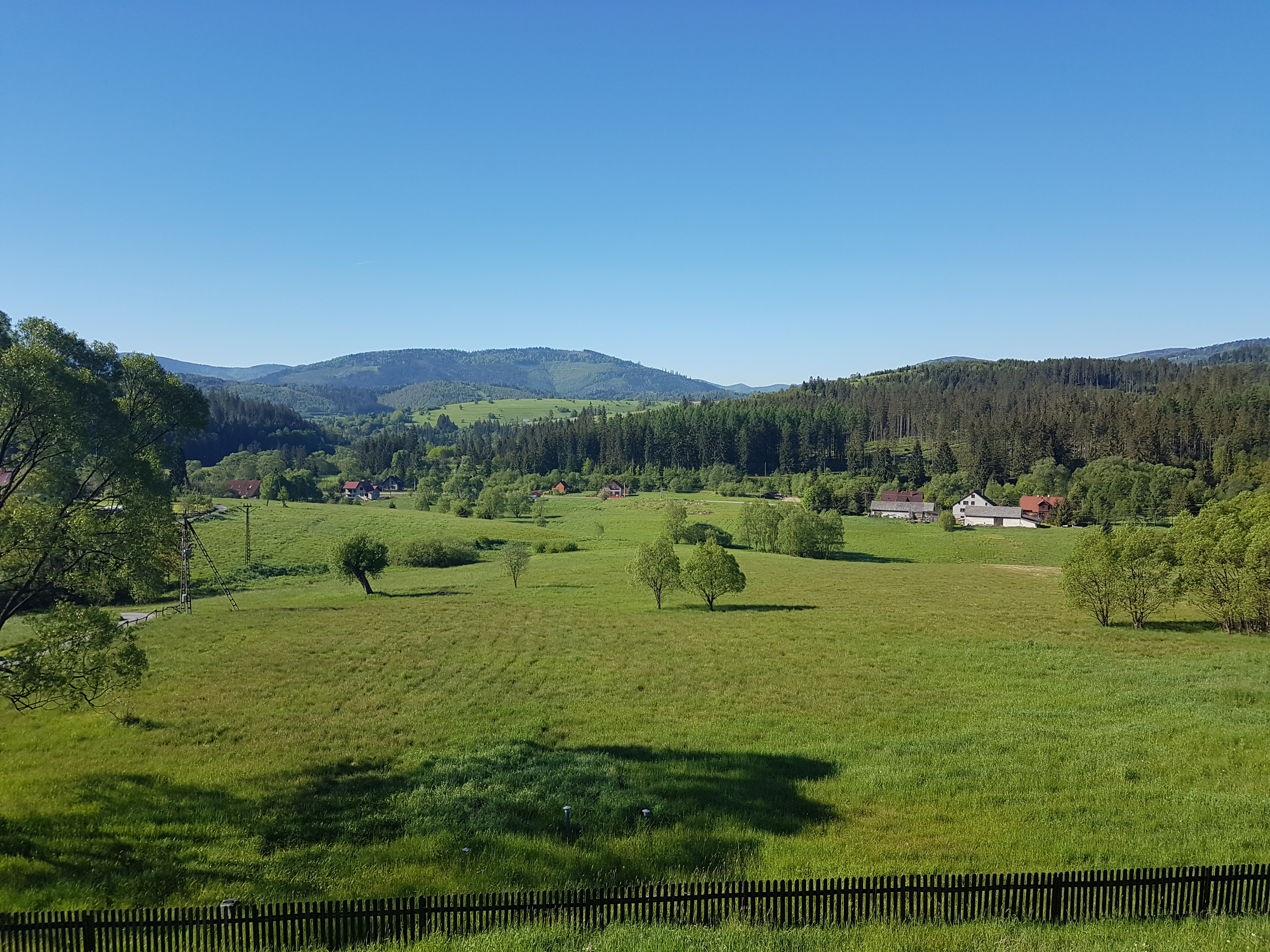
Kiczora woj. śląskie

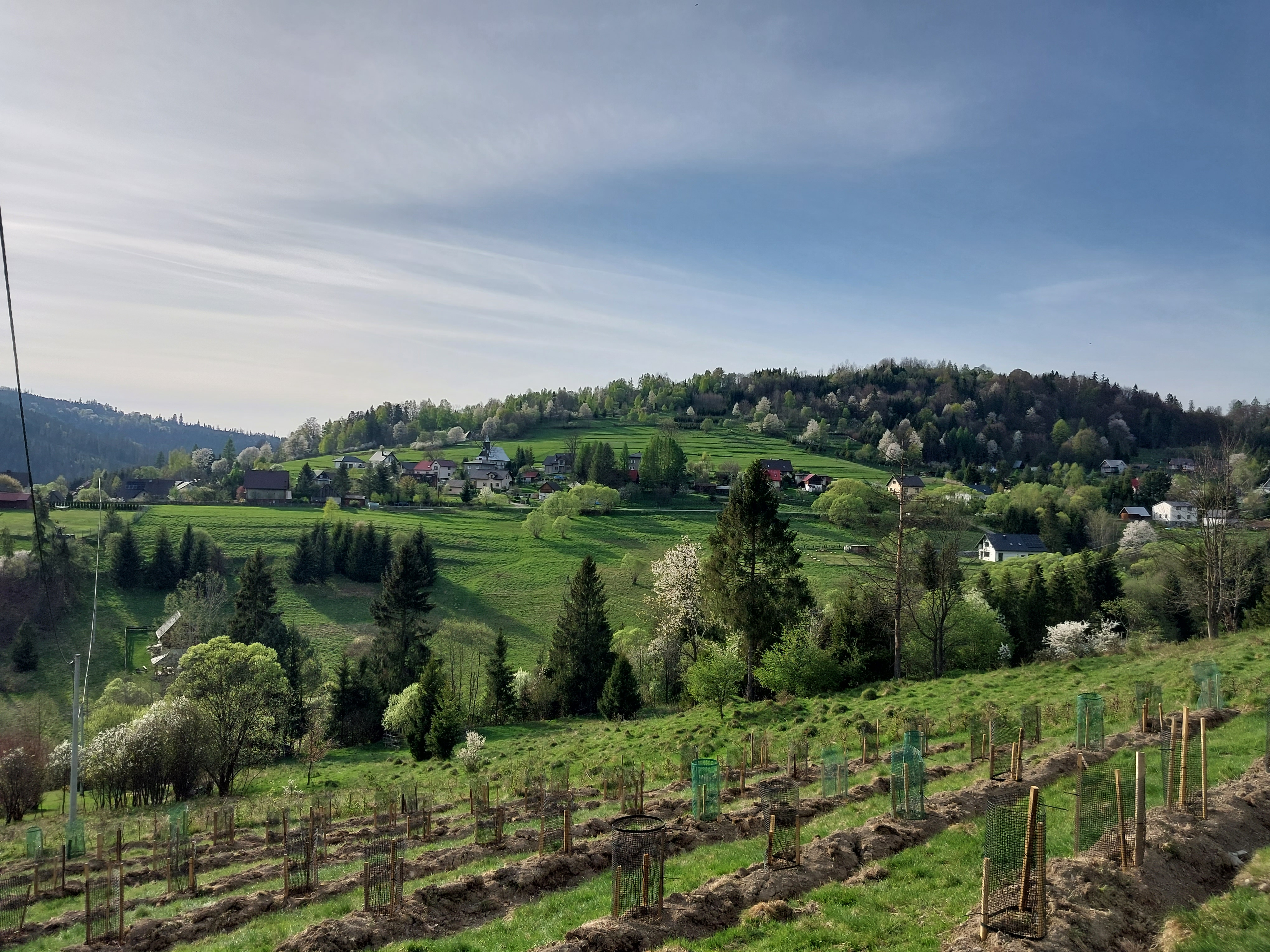
Sól-Kiczora, widok od strony Pobaski (2024)